# Complesso internazionale del tennis e squash Khalifa
Il Complesso internazionale del tennis e squash Khalifa (in inglese Khalifa International Tennis and Squash Complex) è un impianto tennistico situato a Doha, Qatar, di proprietà della Federazione tennistica qatariota, inaugurato il 16 dicembre 1992.

## Eventi
Dal 1993 ospita il Qatar Open ATP, torneo di tennis maschile di categoria prima ATP World Series, poi ATP International Series e ATP Tour 250.
Nell'impianto si tiene anche il Qatar Ladies Open, torneo femminile di categoria Tier I, disputato dal 2001 al 2007 e poi di nuovo dal 2011, quando è stato promosso a torneo Premier.
Dal 2008 al 2010 ha ospitato inoltre il torneo di fine anno del WTA Tour chiamato WTA Tour Championships.
Nel 2006 ha ospitato il torneo di tennis dei XV Giochi asiatici, mentre nel 2021 è stata la volta del Campionato mondiale di padel.

## Strutture
L'impianto è dotato di ventisette campi in cemento e di un campo centrale la cui capienza nel 2008 è stata portata da 4.500 a 7000 persone.
L'intero complesso comprende 24 campi.